# Elizabeth Rona
Elizabeth Rona (Budapeste, 20 de março de 1890 – Oak Ridge, 27 de julho de 1981) foi uma química nuclear, pesquisadora e professora universitária húngara.
Depois de desenvolver um método aprimorado de preparação de amostras de polônio, Rona ficou reconhecida internacionalmente como a principal especialista em separação de isótopos e preparação de polônio. Entre 1914 e 1918, durante seu estudo de pós-doutorado com George de Hevesy, Rona desenvolveu uma teoria de que a velocidade de difusão dependia da massa dos nuclídeos. Como apenas alguns elementos atômicos foram identificados, sua confirmação da existência do "Urânio-Y" (agora conhecido como tório-231) foi uma contribuição importante para a química nuclear. Ela recebeu o Prêmio Haitinger da Academia Austríaca de Ciências em 1933.
Depois de imigrar para os Estados Unidos em 1941, ela recebeu uma bolsa Carnegie Fellowship para continuar sua pesquisa e forneceu informações técnicas sobre seus métodos de extração de polônio ao Projeto Manhattan. Mais tarde na carreira, tornou-se professora de química nuclear no Laboratório Nacional de Oak Ridge de Estudos Nucleares e, após 15 anos, foi transferida para o Instituto de Ciências Marinhas da Universidade de Miami. Tanto em Oak Ridge quanto em Miami, ela continuou seu trabalho na geocronologia dos elementos do fundo do mar e na datação radiométrica. Ela foi postumamente introduzida no Hall da Fama Feminina do Tennessee em 2015.

## Biografia
Elizabeth Rona nasceu em 1890 em Budapeste, na Hungria, filha de Ida (nascida Mahler) e Samuel Róna. Seu pai era um próspero médico judeu que trabalhava com Louis Wickham e Henri-August Dominici, fundadores da radioterapia, conhecido por introduzir as técnicas em Budapeste, e instalando lá uma das primeiras máquinas de raio-X. Elizabeth queria se tornar médica como seu pai, mas Samuel acreditava que seria muito difícil para uma mulher conseguir seguir carreira. Embora ele tenha morrido quando ela estava no segundo ano de universidade, o pai de Rona a encorajou e estimulou seu interesse pela ciência desde tenra idade. Matriculou-se na Faculdade de Filosofia da Universidade de Budapeste, estudando química, geoquímica e física, recebendo seu doutorado em 1912.

## Carreira

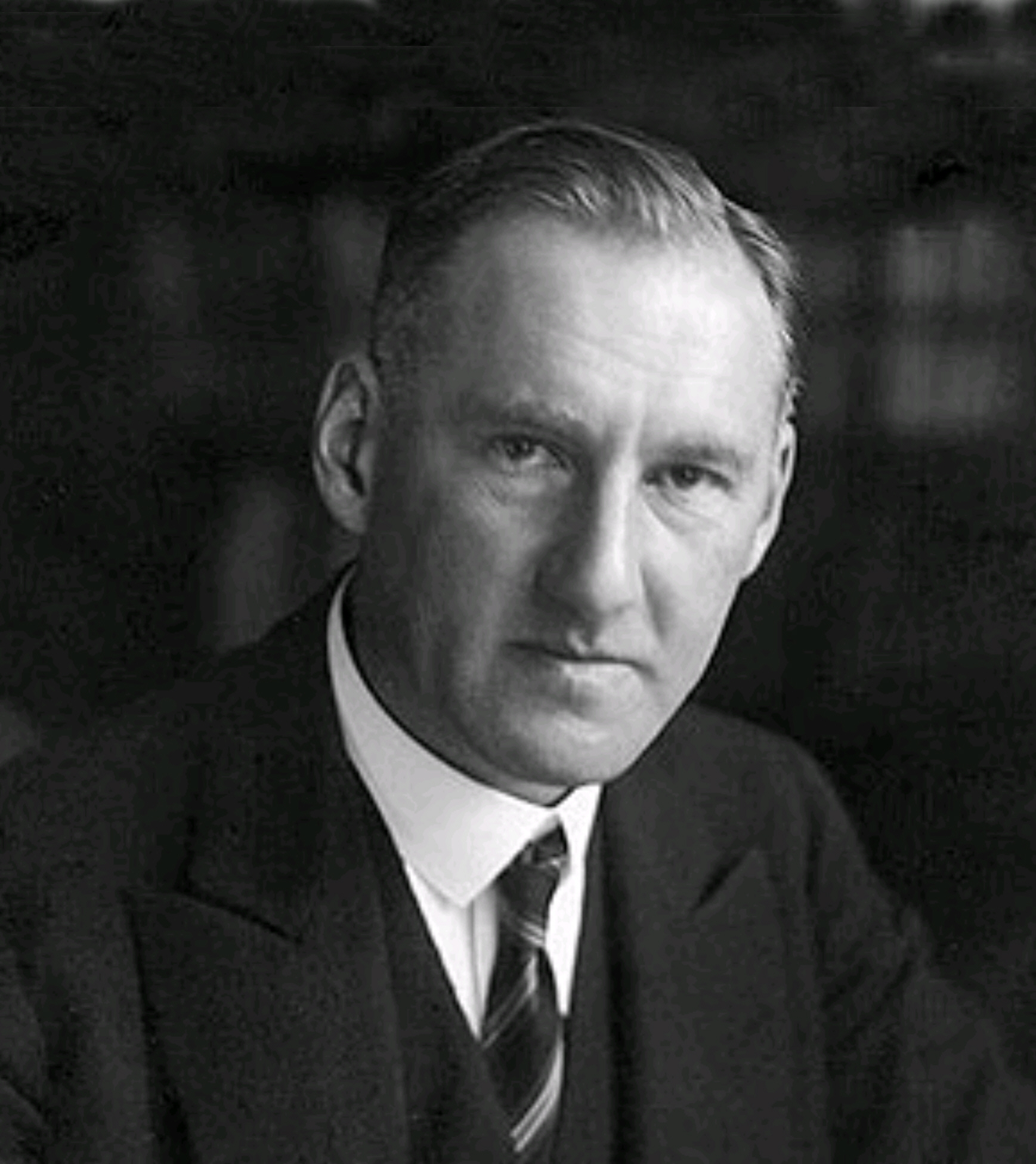
Kasimir Fajans, ca. 1938, supervisor de pós-doutorado de Rona

Rona começou seu estágio de pós-doutorado em 1912 no Instituto de Fisiologia Animal de Berlim e no Instituto Kaiser Wilhelm, estudando levedura como reagente. Em 1913, ela se transferiu para a Universidade de Karlsruhe, trabalhando sob a supervisão de Kasimir Fajans, o descobridor dos isótopos, durante os oito meses seguintes. Durante o verão de 1914, ela estudou na University College London, mas retornou a Budapeste com a eclosão da Primeira Guerra Mundial. Assumindo um cargo no Instituto Químico de Budapeste, ela concluiu um artigo científico sobre a "constante de difusão do radônio na água". Trabalhando com George de Hevesy, Rona foi convidada a atestar a existência de um novo elemento – na época chamado Urânio-Y, agora conhecido como Th-231. Embora outros não tenham conseguido confirmar o elemento, Rona foi capaz de separar o Urânio-Y dos elementos interferentes, provando que era um emissor beta (emissão β) com meia-vida de 25 horas. A Academia Húngara de Ciências publicou suas descobertas. Rona cunhou pela primeira vez os termos "marcador isotópico" e "marcadores" durante este estudo, observando que a velocidade de difusão dependia da massa dos nuclídeos. Embora contido em uma nota de rodapé, esta foi a base para o desenvolvimento dos estudos espectrográficos de massa e de água pesada realizados posteriormente por outros cientistas. Além de sua proficiência científica, Rona falava inglês, francês, alemão e húngaro.
Quando Hevesy deixou Budapeste, em 1918, Franz Tangl, um notável bioquímico e fisiologista da Universidade de Budapeste, ofereceu a Rona um cargo de docente. Ela lecionou química para alunos selecionados que Tangl considerava terem conhecimento insuficiente para concluir o curso, tornando-se a primeira mulher a ensinar química em nível universitário na Hungria.
O apartamento onde Rona e a sua mãe viviam foi confiscado quando os comunistas invadiram a Hungria em 1919. Devido à instabilidade política e à perseguição daqueles que tinham simpatias pelos comunistas durante o combate ao Terror Branco, uma quantidade crescente de trabalho no Instituto coube a Rona. Quando Otto Hahn lhe ofereceu um cargo em 1921 para retornar a Dahlem e ao Instituto Kaiser Wilhelm, Rona renunciou sua posição e seguiu para a Alemanha. Rona se juntou à equipe de Hahn em Berlim para separar o iônio (agora conhecido como Th-230) do urânio. A hiperinflação na República de Weimar forçou sua transferência para o Instituto de Fibra Têxtil da Sociedade Kaiser Wilhelm, já que a pesquisa prática era o único trabalho permitido na época. A pesquisa teórica sem aplicação essencial não era uma prioridade. Seu conhecimento permitiu-lhe retornar a uma Hungria mais estável e aceitar um cargo em uma fábrica têxtil lá em 1923. Rona não ficou muito tempo neste trabalho e logo saiu, juntando-se à equipe do Instituto de Pesquisa de Rádio de Viena, em 1924, a pedido de Stefan Meyer. Sua pesquisa se concentrou na medição da absorção e alcance dos raios de hidrogênio, bem como no desenvolvimento do polônio como material radioativo alternativo ao rádio.

## Áustria
Em 1926, Meyer escreveu a Irène Joliot-Curie sugerindo que Rona trabalhasse com ela para aprender como seu laboratório poderia produzir suas próprias amostras de polônio. Assim que Hans Pettersson conseguiu obter fundos para pagar as despesas de Rona, Joliot-Curie permitiu que ela estudasse a separação do polônio no Instituto Curie em Paris. Rona desenvolveu um método aprimorado de preparação de fontes de polônio e produção de emissões alfa. Ganhando reconhecimento como especialista na área, ela levou essas habilidades de volta ao Instituto do Rádio junto com um pequeno disco de polônio. Este disco permitiu-lhe criar espécimes de polônio em laboratório, que foram utilizados em grande parte das pesquisas subsequentes do Instituto.
Suas habilidades eram muito exigidas e ela firmou várias colaborações em Viena, trabalhando com Ewald Schmidt na modificação do método de vaporização de polônio de Paul Bonét-Maury; com Marietta Blau sobre emulsões fotográficas de raios de hidrogênio; e com Hans Pettersson. Em 1928, Pettersson pediu-lhe que analisasse uma amostra de sedimento do fundo do mar para determinar o seu conteúdo de rádio. Como o laboratório em que trabalhava estava contaminado, ela levou as amostras para o laboratório oceanográfico da Estação de Pesquisa Marinha de Bornö, em Stora Bornö, em Fiorde Gullmarn, Suécia, que se tornaria seu destino de pesquisa de verão pelos próximos 12 anos. Suas análises com Berta Karlik sobre as meias-vidas do decaimento do urânio, tório e actínio identificaram datação radiométrica e faixas de partículas alfa elementares. Em 1933, Rona e Karlik ganharam o Prêmio Haitinger da Academia Austríaca de Ciências.
Em 1934, Rona estava de volta a Paris estudando com Joliot-Curie, que havia descoberto a radioatividade artificial. Pouco depois, Curie morreu e Rona adoeceu, mas ela pôde retornar a Viena no final do ano seguinte para compartilhar o que havia aprendido com um grupo de pesquisadores formado por Pettersson, Elizaveta Karamihailova e Ernst Føyn, que trabalhava como assistente de Ellen Gleditsch na época. Seus estudos se concentraram na pesquisa do efeito causado pelo bombardeio de radionuclídeos com nêutrons. Em 1935, Rona consolidou algumas dessas relações, trabalhando em Stora Bornö, depois visitando Gleditsch em Oslo, depois viajando para Copenhague para ver Hevesy, e mais tarde para Kålhuvudet, na Suécia, para se encontrar com Karlik e Pettersson. Um dos projetos em que o grupo vinha trabalhando há vários anos era determinar se havia alguma correlação entre a profundidade da água e o conteúdo de rádio, e sua pesquisa na água do mar avaliou a concentração de elementos na água do mar coletada em diferentes locais.
Após o Anschluss de 1938, Rona e Marietta Blau deixaram o Instituto por causa de sua herança judaica e a perseguição anti-semita que sofreram no laboratório. Rona primeiro retornou a Budapeste e trabalhou em um laboratório industrial, mas em poucos meses o cargo foi eliminado. Trabalhou de outubro a dezembro de 1938 na Suécia, e depois aceitou um cargo temporário de um ano na Universidade de Oslo, oferecido por Gleditsch. Relutante em deixar sua casa, no final do ano em Oslo, Rona voltou para a Hungria, onde foi indicada para um cargo no Radium-Cancer Hospital em Budapeste, preparando rádio para fins hospitalares.

## Emigração
Enfrentando a invasão russa de um lado e o envolvimento nazista na Hungria durante a Segunda Guerra Mundial, do outro, no início de 1941 Rona conseguiu um visto de visitante e fugiu para os Estados Unidos. Ficou três meses desempregada e sob a suspeita de ser espiã, embora tenha procurado a ajuda de cientistas com quem havia trabalhado na Europa para encontrar emprego. Em uma reunião da American Physical Society, ela conheceu o físico austríaco Karl Herzfeld, que a ajudou a garantir um cargo de professora no Trinity College, em Washington, D.C.. Durante este período, ela recebeu uma bolsa Carnegie Fellowship para pesquisar no Laboratório Geofísico do Instituto Carnegie, trabalhando na análise de água do mar e sedimentos. Entre 1941 e 1942, ela conduziu trabalhos na Carnegie em conjunto com o Woods Hole Oceanographic Institution, medindo a quantidade de rádio na água do mar e dos rios. Seu estudo, concluído em 1942, mostrou que a proporção de rádio para urânio era menor na água do mar e maior na água do rio.
Depois de retornar de uma visita de verão a Los Altos, na Califórnia, Rona recebeu um vago telegrama do Instituto de Óptica da Universidade de Rochester fazendo referência ao trabalho de guerra e ao polônio, mas nenhum detalhe de uma missão.  Quando Rona respondeu que estaria interessada em ajudar no esforço de guerra, mas tinha problemas de imigração, Brian O'Brien apareceu em seu escritório e explicou a natureza do trabalho confidencial do Projeto Manhattan. Eles propuseram comprar seu método de extração de polônio e deram instruções específicas sobre o tipo de assistente que ela poderia ter, alguém não familiarizado com química ou física. O seu status de não-cidadã não a impediu de trabalhar para o Gabinete de Investigação e Desenvolvimento Científico (OSRD), ao qual cedeu os seus métodos sem remuneração. Antes do Projeto Manhattan, o polônio era usado apenas em pequenas amostras, mas o projeto propunha usar polônio e berílio para criar uma reação que forçasse a ejeção de nêutrons e iniciasse a reação de fissão necessária para a bomba atômica. Instalações de plutônio, com base em suas especificações sobre o que era necessário para processar o elemento, foram construídas no deserto do Novo México, no Laboratório Nacional de Los Alamos, mas Rona não sabia de detalhes.
Os métodos de Rona também foram usados como parte dos experimentos conduzidos pelo Office of Human Radiation Experiments para determinar os efeitos da exposição humana à radiação. No início da carreira, Rona foi exposta aos perigos do rádio. Os pedidos de Rona para máscaras de proteção contra gás foram negados, pois Stefan Meyer minimizou os perigos da exposição. Ela comprou equipamentos de proteção com seu próprio dinheiro, não acreditando que não houvesse perigo. Quando frascos de material radioativo explodiram e o laboratório foi contaminado, Rona se convenceu de que sua máscara a havia salvado. Gleditsch também a alertou sobre os perigos no ano em que Rona estava doente e morava em Paris, quando Joliot-Curie morreu, enfatizando o risco de anemia relacionada ao rádio. Em seu livro de 1978 sobre suas experiências, Rona escreveu sobre os danos aos ossos, mãos e pulmões dos cientistas que estudam a radioatividade. Como eles não usavam luvas e frequentemente despejavam substâncias entre os frascos sem proteção, ela notou que seus polegares, indicadores e anulares ficaram frequentemente danificados. O sigilo em torno do projeto torna difícil saber se algum dos cientistas que não trabalhava diretamente em algum projeto sabia especificamente para que finalidades suas contribuições estavam sendo utilizadas.

## Últimos anos
Rona continuou lecionando até 1946 no Trinity. Em 1947, ela começou a trabalhar no Argonne National Laboratory. Seu trabalho lá se concentrou em reações de troca iônica e ela publicou vários trabalhos para a Comissão de Energia Atômica dos Estados Unidos. Em 1948, Rona se naturalizou cidadã norte-americana. Em 1950, ela começou o trabalho de pesquisa no Instituto Oak Ridge de Estudos Nucleares como química e pesquisadora sênior em estudos nucleares. Durante este período, ela colaborou com a Texas A&M University na geocronologia dos sedimentos do fundo do mar, datando amostras centrais estimando seu decaimento radioativo.
Rona se aposentou de Oak Ridge em 1965 e depois foi trabalhar na Universidade de Miami, lecionando no Instituto de Ciências Marinhas, onde trabalhou por uma década. Rona aposentou-se pela segunda vez em 1976 e retornou ao Tennessee no final da década de 1970, publicando um livro em 1978 sobre seus métodos de marcadores radioativos.

## Morte
Rona morreu em 27 de julho de 1981 em Oak Ridge, no Tennessee, aos 91 anos.